# Podgradje
Podgradje je oblika poselitve, ki je nastala pod oz. okoli že obstoječega gradu; ta oblika naselja je značilna za srednji vek.
Za razliko ob običajnih mest, ki so se razvijala iz manjših naselij in nato zaradi obrambe zgradila še fortifikacijo(e), je podgradje stranski produkt že obstoječe fortifikacije, ki je bila zgrajeno zaradi vojaških razlogov. Podgradje so tako sprva sestavljale družine vojščakov in obrtniki, ki so delali za potrebe vojaštva. V primeru pomembne strateške lege se je lahko podgradje razvilo tudi v večje naselje, po navadi v mesto.
Gradovi imajo lahko več kot eno podgradje. Njihova postavitev je odvisna tako od lokalne topografije kot od stopnje uporabljene utrdbene tehnologije, od enostavnih ohišij do natančnih koncentričnih obramb. Poleg postopnega razvoja kompleksnejših grajskih tlorisov obstajajo tudi velike razlike v regionalnih tradicijah vojaške arhitekture.

## Zgornja, spodnja, srednja, notranja in zunanja podgradja
Podgradje je lahko razporejeno v zaporedju vzdolž hriba (kot pri gradu ostrog), tako da obstaja zgornje in spodnje podgradje. Gnezdijo lahko tudi drug v drugem, kot pri krožnem gradu, kar pomeni zunanje in notranje podgradje. Veliki gradovi imajo lahko dve zunanji podgradji; če so v vrsti, lahko tvorijo zunanje in srednje podgradje. Po drugi strani pa stanovanjskim stolpom primanjkuje zaprto podgradje.
Najpomembnejše in najprestižnejše zgradbe, na primer velika dvorana in bivalno-obrambni grad ali bergfrid, so bile običajno nameščene v notranjem podgradju gradu, včasih imenovanem osrednje ali glavno podgradje. Kljub temu je nekaj gradov, v katerih je ta zunaj notranjega predgradja, na primer Château de Dourdan in grad Flint. Spodnje ali zunanje podgradje je imelo pogosto manj pomembne strukture, na primer hleve, če v notranjem ni bilo dovolj prostora.
Zunanje podgradje bi lahko bilo tudi v veliki meri obrambna funkcija, brez pomembnih zgradb. V krožnih gradovih vojaških redov, kot sta Krak des Chevaliers ali trdnjava Belvoir, je notranje podgradje spominjalo na zaprti samostan, zunanje pa le nekaj več kot ozek prehod med krožnimi obzidji. Na splošno bi lahko bilo podgradje kakršne koli oblike, vključno z nepravilnimi ali podolgovatimi, ko so obzidja sledila konturnim črtam terena, kjer je stal grad. Pogoste so tudi pravokotne oblike (kot pri kastrumu in štirikotnih gradovih).
V Château Gaillard najdemo posebej zapleteno razporeditev podgradij. Obstajata spodnje, ločeno od glavnega gradu z globokim jarkom in krožna ureditev znotraj glavnega gradu z notranjim in srednjim podgradjem.

## Sveto rimsko cesarstvo
V germanskih gradovih Svetega rimskega cesarstva obstaja ločnica med Vorburgom in Kernburgom, ki približno ustreza spodnjemu in zgornjemu podgradju v angleških gradovih. V nemško govorečih državah so imeli mnogi gradovi dvojna obzidja z ozkim ograjenim prostorom zunaj glavnega obzidja, ki deluje kot za pobijanje med njimi, imenovan cvinger. Zunanje obzidje je bilo Zwingermauer ali vrsta nižjega zidu. Ta so pogosto dodajali na ranljivih mestih, kot so grajska ali mestna vrata, le redko pa so bili tako razviti kot krožni gradovi v Walesu ali križarski gradovi.

## Galerija s primeri predgradij
- Château Gaillard je imel natančno zaporedje zunanjih in notranjih predgradij
- Château de Dourdan, z bivalno-obrambnim gradom tik zunaj notranjega predgradja
- Notranje in zunanje predgradje gradu Puilaurens (v rumenem)
- Lega gradu Shuri; okoli glavne dvorane je bilo zgrajenih več predgradij